# Kent Music Report
Kent Music Report (с 1987 — Australian Music Report) — еженедельный австралийский музыкальный хит-парад (альбомов и синглов), составлявшийся музыкальным энтузиастом Дэвидом Кентом с мая 1974 по январь 1999 года.

## Хронология
Кент провел несколько лет, работая в музыкальной индустрии в таких компаниях как EMI и Phonogram Records, и первоначально начал вести свой хит-парад как хобби. Вскоре Kent Music Report был впервые выпущен на коммерческой основе в июле 1974 года и предлагался для подписки.
Данные отчета первоначально основывались исключительно на данных радиостанций со всей страны, которые затем были объединены с помощью балльной системы ранжирования, разработанной Кентом. Эти чарты радиостанций были составлены в основном с использованием данных, собранных в местных музыкальных магазинах, и, как таковые, основывались главным образом на розничных продажах (то есть они не были чартами радиоэфиров).
В 1976 году, когда финансирование от подписки возросло, Кент сам начал собирать данные о продажах из розничных магазинов, чтобы дополнять диаграммы радиостанций (которые также были основаны на данных о продажах). Некоторое время спустя Кент уже нанял несколько сотрудников для помощи со сбором информации. Примерно через год крупные звукозаписывающие компании начали использовать его отчёт для своих маркетинговых программ, и Kent Music Report зарекомендовал себя как ведущий национальный издатель чартов.
С 1982 года стали учитываться только данные о розничных продажах, собранные Кентом и его сотрудниками, данные радиостанций перестали учитываться для главного хит-парада (некоторые данные радиостанций всё же использовались в качестве дополнительной информации).
Примерно в то же время была создана Австралийская ассоциация звукозаписывающих компаний, которая с середины 1983 года до начала июня 1988 года по  лицензионному соглашению с Кентом публиковала свой собственный хит-парад, основанный на его данных. В июле 1987 года чарт был переименован в Australian Music Report (AMR). В 1988 году соглашение закончилось и организация стала публиковать собственный чарт ARIA Charts, но уже основываясь на своих данных.
4 января 1999 года публикация Australian Music Report прекратилась.

## Australian Chart Book
В 1993 году Дэвид Кент опубликовал первый том серии «Australian Chart Book 1970—1992», которая была основана на его же данных, уже опубликованных в качестве Kent Music Report с мая 1974 года. Чтобы восполнить недостающие годы (1970—1974), он специально выискивал данные хит-парадов государственных австралийских радиостанций, датированных до мая 1974 года. По схожему принципу Кент искал информацию для второго тома «Australian Chart Book 1940—1969». Хотя с 1988 года подсчётом данных и публикацией хит-парадов уже официально занялась ARIA, Кент продолжал публикацию своих данных, которые позже вылились в третий том «Australian Chart Book 1993—2005».
- David Kent. Australian Chart Book 1970—1992. — Australian Chart Book, St Ives, N.S.W., 1993. — ISBN 0-646-11917-6.
- David Kent. Australian Chart Book 1940—1969. — Australian Chart Book Pty Ltd, Turramurra, N.S.W., 2005. — ISBN 0-646-44439-5.
- David Kent. Australian Chart Book 1993—2005. — Australian Chart Book Pty Ltd, Turramurra, N.S.W., 2006. — ISBN 0-646-45889-2.